# Ostlandbahn
| |                     |                                     |                                     |
| Streckenlänge: | 8,6 km              |                                     |                                     |
| Spurweite: | 900 mm (Schmalspur) |                                     |                                     |
| |                     |                                     |                                     |
| \| \| \| Bahnhof Borkum, nach Borkum Reede \| \| \| \| 0 \| Nullpunkt Ostlandbahn \| Nullpunkt Ostlandbahn \| \| \| 0,9 \| Wasserwerk \| Wasserwerk \| \| \| 0,9 \| Kaserne Mitte u. Batterie Oldenburg \| Kaserne Mitte u. Batterie Oldenburg \| \| \| 1,2 \| BW Barbaraweg bis 1958 \| BW Barbaraweg bis 1958 \| \| \| 1,8 \| Hauptverbandsplatz / Schießstand, \| Hauptverbandsplatz / Schießstand, \| \| \| \| Schlütergleis 1944–1947 \| \| \| \| \| Wiesenbatterie / Depot Falkland \| \| \| \| 2,0 \| \| \| \| \| \| Umgehungsgleis Wattbatterie 1915 \| \| \| \| 2,5 \| Wattbatterie / Batterie Coronel \| Wattbatterie / Batterie Coronel \| \| \| 2,8 \| \| \| \| \| 3,1 \| Flugplatz Borkum \| Flugplatz Borkum \| \| \| 3,9 \| Ostland \| Ostland \| \| \| 4,6 \| Dünenbatterie / Batterie Richthofen \| Dünenbatterie / Batterie Richthofen \| \| \| 5,3 \| Dünenbatterie / Batterie Togo \| Dünenbatterie / Batterie Togo \| \| \| 7,0 \| \| \| \| \| 8,1 \| Batterie Hänisch \| Batterie Hänisch \| \| \| 8,6 \| Hörn-Batterie / Batterie Duala \| Hörn-Batterie / Batterie Duala \| \| \| 9,2 \| Streckenende ca. 1938 \| Streckenende ca. 1938 \| |                     |                                     |                                     |
| Kopfbahnhof Strecke ab hier außer Betrieb |                     | Bahnhof Borkum, nach Borkum Reede   | Bahnhof Borkum, nach Borkum Reede   |
| Kilometer-Wechsel (Strecke außer Betrieb) | 0                   | Nullpunkt Ostlandbahn               | Nullpunkt Ostlandbahn               |
| Abzweig geradeaus und von rechts (Strecke außer Betrieb) | 0,9                 | Wasserwerk                          | Wasserwerk                          |
| Abzweig geradeaus und nach links (Strecke außer Betrieb) | 0,9                 | Kaserne Mitte u. Batterie Oldenburg | Kaserne Mitte u. Batterie Oldenburg |
| Dienststation / Betriebs- oder Güterbahnhof (Strecke außer Betrieb) | 1,2                 | BW Barbaraweg bis 1958              | BW Barbaraweg bis 1958              |
| Abzweig geradeaus, nach rechts und von rechts (Strecke außer Betrieb) | 1,8                 | Hauptverbandsplatz / Schießstand,   | Hauptverbandsplatz / Schießstand,   |
| Strecke (außer Betrieb) |                     | Schlütergleis 1944–1947             | Schlütergleis 1944–1947             |
| Abzweig geradeaus und von links (Strecke außer Betrieb) |                     | Wiesenbatterie / Depot Falkland     | Wiesenbatterie / Depot Falkland     |
| Verschwenkung von links (Strecke außer Betrieb) · Verschwenkung von rechts (Strecke außer Betrieb) | 2,0                 |                                     |                                     |
| Strecke (außer Betrieb) · Strecke (außer Betrieb) |                     | Umgehungsgleis Wattbatterie 1915    | Umgehungsgleis Wattbatterie 1915    |
| Abzweig geradeaus und von links (Strecke außer Betrieb) · Strecke (außer Betrieb) | 2,5                 | Wattbatterie / Batterie Coronel     | Wattbatterie / Batterie Coronel     |
| Verschwenkung nach links (Strecke außer Betrieb) · Verschwenkung nach rechts (Strecke außer Betrieb) | 2,8                 |                                     |                                     |
| Bahnhof (Strecke außer Betrieb) | 3,1                 | Flugplatz Borkum                    | Flugplatz Borkum                    |
| Abzweig geradeaus und nach rechts (Strecke außer Betrieb) | 3,9                 | Ostland                             | Ostland                             |
| Abzweig geradeaus und nach links (Strecke außer Betrieb) | 4,6                 | Dünenbatterie / Batterie Richthofen | Dünenbatterie / Batterie Richthofen |
| Abzweig geradeaus und von links (Strecke außer Betrieb) | 5,3                 | Dünenbatterie / Batterie Togo       | Dünenbatterie / Batterie Togo       |
| Dienststation / Betriebs- oder Güterbahnhof (Strecke außer Betrieb) | 7,0                 |                                     |                                     |
| Abzweig geradeaus und von links (Strecke außer Betrieb) | 8,1                 | Batterie Hänisch                    | Batterie Hänisch                    |
| Dienststation / Betriebs- oder Güterbahnhof (Strecke außer Betrieb) | 8,6                 | Hörn-Batterie / Batterie Duala      | Hörn-Batterie / Batterie Duala      |
| | 9,2                 | Streckenende ca. 1938               | Streckenende ca. 1938               |

Die Ostlandbahn war eine schmalspurige Eisenbahnstrecke mit einer Spurweite von 900 mm auf der ostfriesischen Nordseeinsel Borkum, die – in Verlängerung der Borkumer Kleinbahn (BKB) – von deren Bahnhof Borkum aus ab 1908 durch die Kaiserliche Marine als Marinebahn errichtet und betrieben wurde.

## Infrastruktur

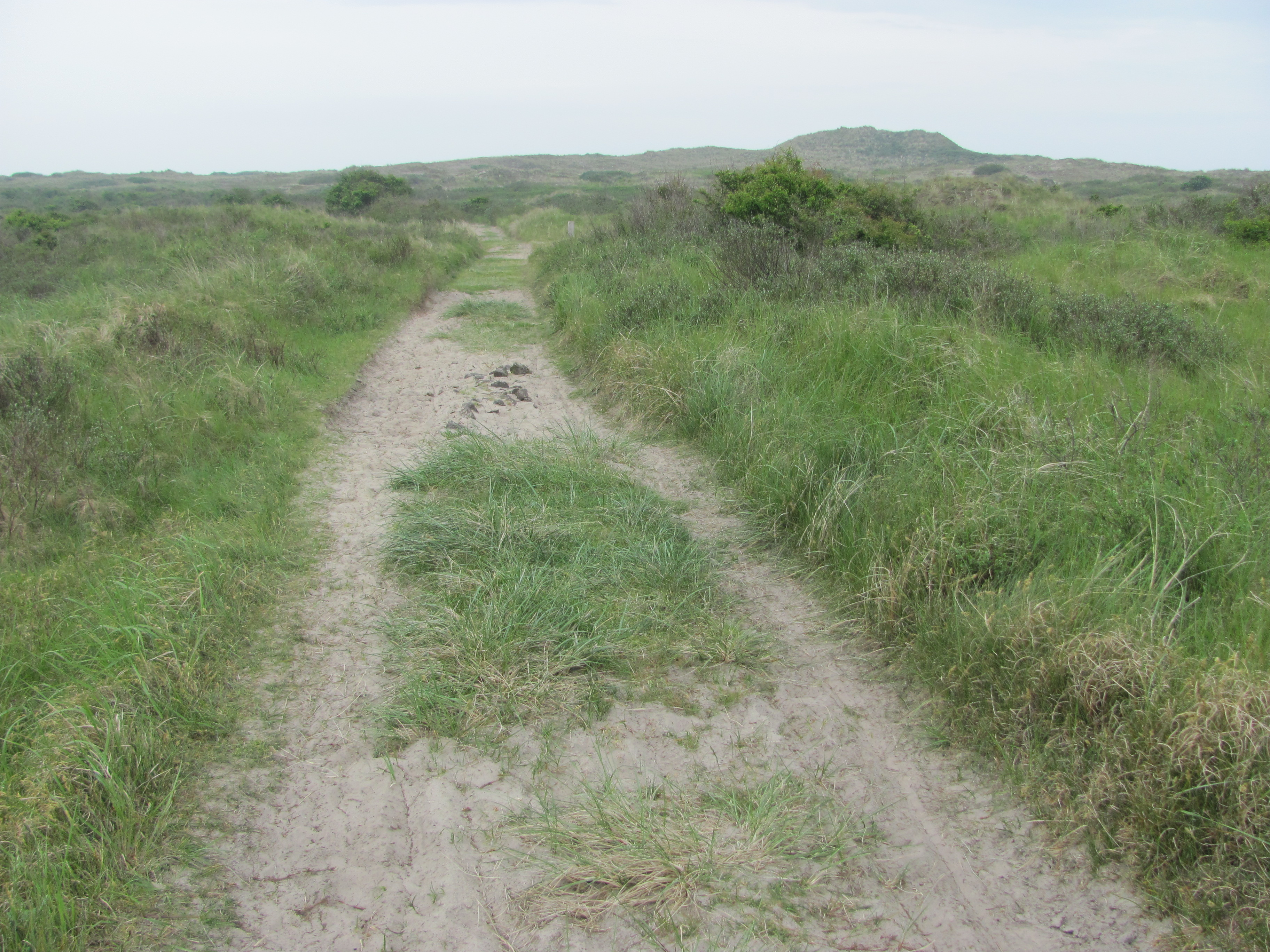
Trasse der Ostlandbahn in den Kobbe-Dünen (2012)

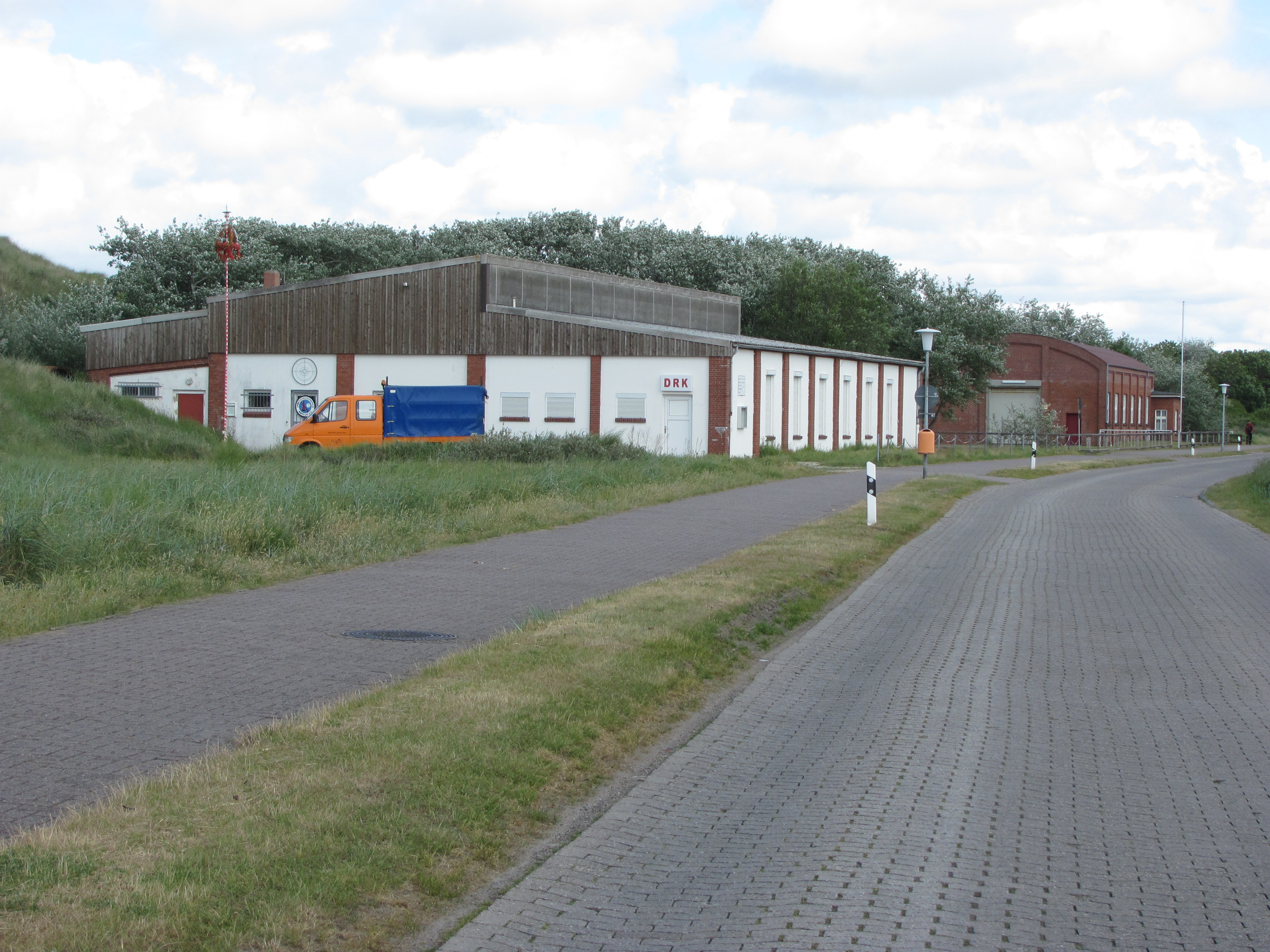
Ehemaliges Bahnbetriebswerk der Ostlandbahn am Barbaraweg; vorderes Gebäude: ehemalige Maler- und Tischlerwerkstatt, hinteres Gebäude: ehemalige Schlosserei

Die Ostlandbahn ist nach dem Borkumer Ortsteil und der gleichnamigen östlichen Inselhälfte benannt. Sie diente dazu, die auf der Insel gelegenen Militäranlagen der Kaiserlichen Marine zu versorgen. Diese entstanden, nachdem Kaiser Wilhelm II. die Insel Borkum 1902 zur Seefestung erklärt hatte. Die meisten Militäranlagen auf der Insel erhielten – zumindest während der Bauphase – einen Gleisanschluss. 1908 wurde die Strecke bis zur Dünenbatterie errichtet (ca. km 5,3) und 1912/13 bis zur Hörnbatterie (km 8,594) verlängert. 1915 wurde noch ein Umgehungsgleis um die Wattbatterie verlegt. Die Betriebsführung der Strecke lag nicht bei der BKB, sondern bei der Eisenbahnbetriebsabteilung der Kommandantur Borkum. Für beide Bahnanlagen galten gesonderte Betriebsvorschriften.
Im Ersten Weltkrieg spielte die Seefestung Borkum keine Rolle. Kein einziger Schuss wurde auf die Insel abgefeuert. Die Ostlandbahn wurde vor und im Zweiten Weltkrieg weiter militärisch genutzt. Aber nun fand hier auch Personenverkehr zum Flugplatz Borkum und zur Rennbahn statt, was zwischen den Behörden zu Streitereien führte, weil dafür keine Genehmigung der Kleinbahnaufsicht vorlag.
Wesentliche Schäden an der Ostlandbahn gab es auch im Zweiten Weltkrieg nicht. Mit dem „Schlütergleis“ erhielt sie vielmehr nach dem einzigen bedeutenden Luftangriff auf Bahnhof und Eisenbahnwerkstätten der BKB in der Gemeinde Borkum am 5. August 1944 noch eine direkte Verbindung zur Bahnstrecke Borkum Reede–Borkum, die eine östliche Umfahrung von Ort und Bahnhof Borkum ermöglichte.

## Fahrzeuge

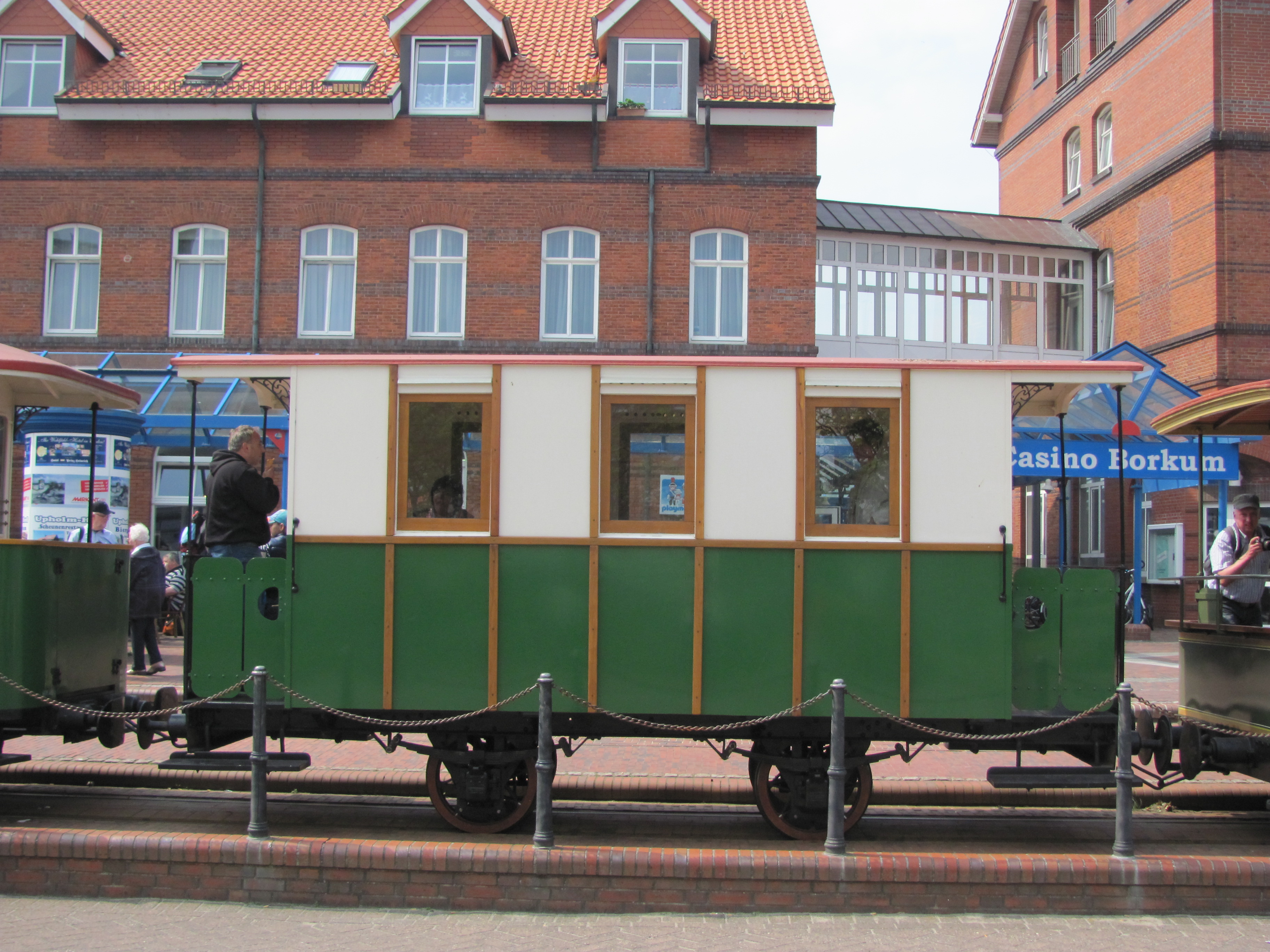
Museal erhaltener Wagen der Ostlandbahn, heute bei der BKB

Die Marine setzte auf der Ostlandbahn – und auch auf den Strecken der BKB – eigene Lokomotiven, Triebwagen und Wagen ein. Für diese Fahrzeuge gibt es keine abgeschlossene Dokumentation. Bekannt ist der Einsatz der Dampflokomotiven „KOMMANDANTUR BORKUM“ (1914) und „KOMMANDANT“ (gebraucht übernommen 1920), der Diesellokomotiven „LEER“ (1935) und „EMDEN“ (1942), eines Wismarer Schienenbusses T2 (1939), einer Reihe von Draisinen und Personenwagen – darunter einer für den Kommandanten der Festung Borkum. Unter den Güterwagen des Militärs finden sich ausgesprochene Exoten wie Scheinwerferwagen und ein Wagen für den Transport angespülter Wasserleichen.

## Ende der Bahn

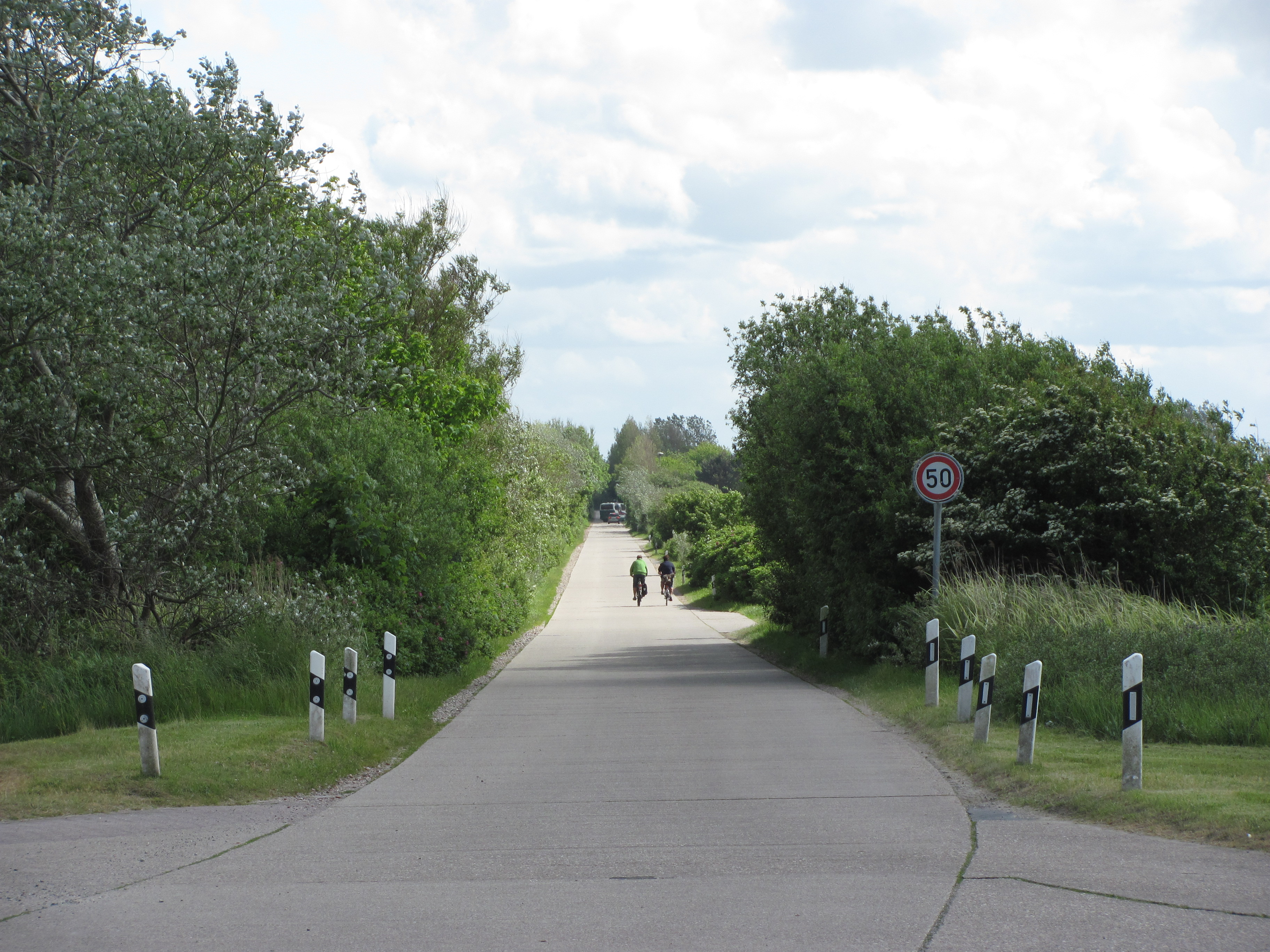
Ehemalige Trasse der „Schlüterbahn“, heute: Ostfriesenstraße

Nach dem Zweiten Weltkrieg wurden die militärischen Anlagen auf Borkum durch die britische Besatzungsmacht gesprengt und die Ostlandbahn – einschließlich des „Schlütergleises“ – musste jenseits des ehemals militärischen Bahnbetriebswerks am Barbaraweg abgerissen werden. Diese Arbeiten waren 1948 abgeschlossen. Das Bahnbetriebswerk am Barbaraweg wurde zunächst von der BKB weiter genutzt, 1958 aber zugunsten der Werkstätten westlich des Borkumer Bahnhofs zusammen mit dem Zufahrtsgleis vom dortigen Bahnhof, dem letzten noch in Betrieb befindlichen Reststück der Ostlandbahn, aufgegeben. Von dem ehemaligen Bahnbetriebswerk Barbaraweg wurde die Lokwerkstatt abgerissen. Die beiden anderen Hallen des BW stehen heute noch, die Maler- und Tischlerwerkstatt, die heute vom Deutschen Roten Kreuz genutzt wird, und die Schlosserei, die sich heute das Domänenamt Norden und der Niedersächsische Landesbetrieb für Wasserwirtschaft, Küsten- und Naturschutz teilen.